# Alonso del Arco

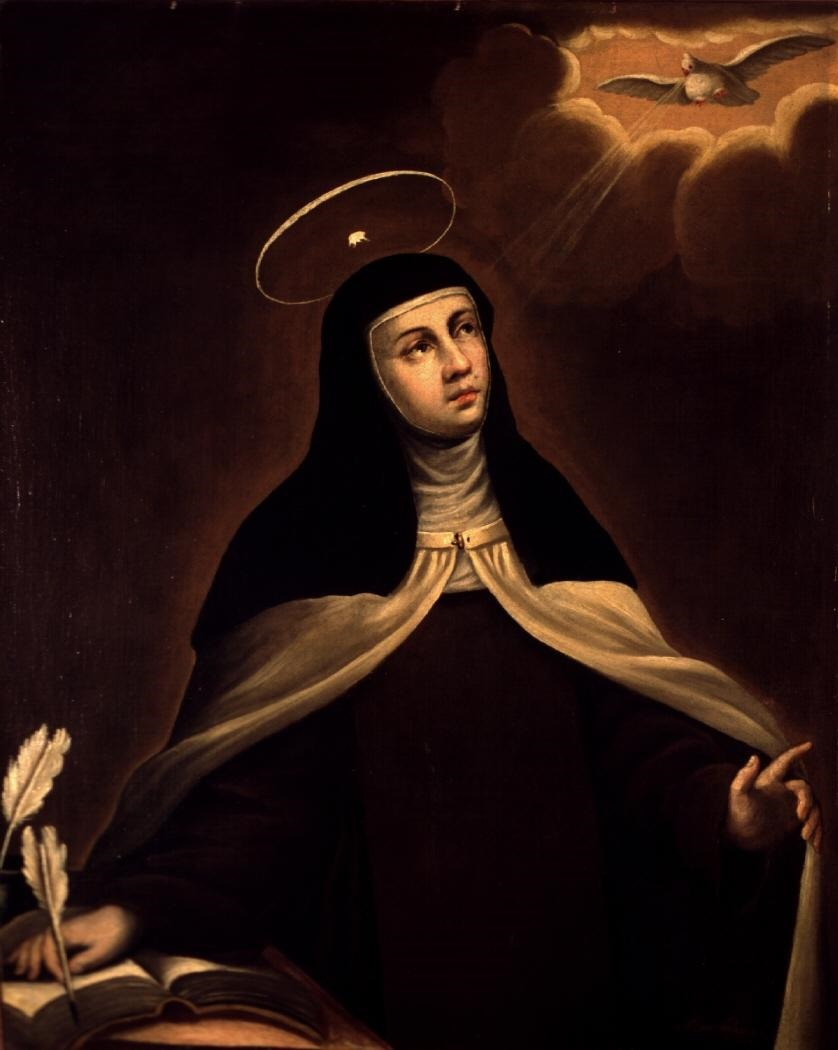
Santa Teresa, óleo sobre lienzo (103 x 83 cm), Madrid, Museo Lázaro Galdiano.

Alonso del Arco (Madrid, 1635-Madrid, 1704) fue un pintor barroco español perteneciente a la escuela madrileña de finales del siglo XVII. De entre el numeroso grupo de pintores que coincidieron trabajando en Madrid en el reinado de Carlos II y que se pueden considerar menores, Alonso del Arco es uno de los más significativos y de personalidad mejor definida, con muy abundante obra pero de calidad desigual.
Sordo de nacimiento y discípulo de Antonio de Pereda, por lo que fue conocido en la época como «el sordillo de Pereda», comenzó su actividad copiando las composiciones de su maestro del que pronto se iba a distanciar, interesado por las soluciones del más avanzado barroquismo.

## Obra

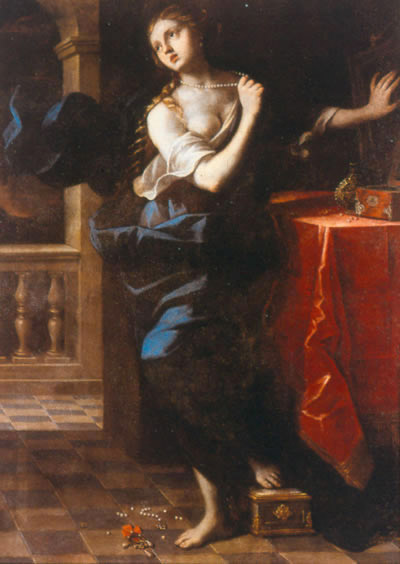
Magdalena arrepentida, 1685, Oviedo, Museo de Bellas Artes de Asturias.

Antonio Palomino destacó particularmente sus dotes como retratista, mencionando las series de generales de la Orden de San Juan de Dios y de la Merced Calzada, pero son muy pocas las obras de este género que se han conservado, pudiendo citarse entre ellas el retrato de doña Mariana de Austria del Museo de Santa Cruz de Toledo, o el del Cardenal Juan Everardo Nithard, 1674, del Museo del Prado, depositado en el Consejo de Estado. Sin embargo, algo de su maestría como retratista puede percibirse en algunas de sus pinturas religiosas, como pueden ser los bustos de santos en óvalos que ocupan el intradós del arco del altar de San Felipe Neri en la iglesia de las Trinitarias Descalzas de Madrid, una de las obras de mayor empeño del pintor.
Con Claudio Coello, José Jiménez Donoso y Matías de Torres entre otros participó en 1679 en las decoraciones efímeras para la entrada en Madrid de la reina María Luisa de Orleans.
Con todo, su ocupación principal será la pintura religiosa. Suyas eran, y según Palomino de lo más avanzado que hizo, las numerosas pinturas que cubrían la capilla de la Novena o de los Comediantes, en la iglesia de San Sebastián de Madrid. Destruidas en la guerra civil, restan actualmente como única muestra de su dedicación a la pintura mural y al temple las de la ermita de Nuestra Señora de la Oliva en Almonacid de Toledo (1689). En pintura al óleo y sobre lienzo conservamos algunas Inmaculadas, más vivaces que las de su maestro (Museo Nacional del Prado (1683), convento de las Agustinas de Valladolid, parroquial de Villanubla e iglesia del Sacramento en Madrid entre otras). Palomino mencionaba también en términos elogiosos una pintura de Santa Teresa de Jesús «que está en la capilla del Santo Cristo de San Salvador, hecha con muy excelente gusto», que quizá sea la conservada actualmente en el Museo Lázaro Galdiano de Madrid, firmada por el autor. También podrían mencionarse entre sus mejores aciertos la Magdalena arrepentida del Museo de Bellas Artes de Asturias (Oviedo) o la Anunciación de la que existen al menos dos versiones, una en el Museo Lázaro Galdiano y otra en Santa Cruz de la Zarza. En la Real Academia de Bellas Artes de San Fernando se conservan tres obras suyas de temática religiosa entre las que destaca un Niño Jesús durmiendo sobre la cruz, firmado y fechado en 1681.
Pero, entre algunos aciertos, son muchas las pinturas que copian grabados flamencos, defecto que se acentuará con los años cuando, acuciado por la necesidad de dinero y dirigido el taller por su esposa, que según Palomino aceptaba encargos a cualquier precio, se limite a retocar lo que habían hecho los discípulos copiando de estampas hasta extremos que, citando de nuevo a Palomino, eran «una mala vergüenza».